# Alliance Automobiles
Alliance Automobiles B. Baud war ein französischer Automobilhersteller.
Ein Bezug zur französischen Motorradmarke Aiglon (1900–1954) ist nicht nachgewiesen.

## Unternehmensgeschichte
Das Unternehmen aus Paris begann 1905 mit der Produktion von Automobilen. Der Markenname lautete im ersten Jahr Aiglon, danach Alliance. 1908 endete die Produktion.

## Fahrzeuge
Im Angebot standen der 10/12 CV mit einem Zweizylindermotor sowie die 12/14 CV und 18 CV mit einem Vierzylindermotor. Die Einbaumotoren kamen von Tony Huber. Die Kraftübertragung erfolgte über eine Kardanwelle.